# Robert Soyer
Robert Soyer (Parigi, 1717 – 1802) è stato un ingegnere francese noto per la costruzione del ponte Giorgio V a Orléans.

## Biografia
Ingegnere alla généralité di Tours, nel 1748 fu informato, da una lettera di Daniel-Charles Trudaine, di essere stato nominato responsabile della conduzione dei lavori del ponte Giorgio V, agli ordini di Robert Pitrou. Dopo la morte di questi, venne posto agli ordini di Jean Hupeau fino alla fine dei lavori. Il suo manoscritto è quindi un documento prezioso che testimonia i metodi di costruzione dei ponti nel XVIII secolo, il grado di evolvere l'arte dell'ingegnere e il suo ruolo nel cantiere.
L'ingegnere analizza e calcola il costo delle diverse operazioni, stabilisce i tempi e si impegna sull'uso francese di organizzare il lavoro nell'era industriale.
Garantisce il rispetto dei piani e delle specifiche che sono le parti contrattuali, e se sorgono difficoltà, come il crollo di un pilone, deve trovare una soluzione.
Fu Robert Soyer che suggerì l'alleggerimento delle procedure, stabilì i piani e li propose al suo capo Jean Hupeau.
È chiaro, tuttavia, che all'epoca l'arte dell'ingegneria aveva poche basi scientifiche. Robert Soyer conosceva tuttavia la formula di La Hire relativa alla stabilità delle volte: il calcolo corrispondente è una parte del suo manoscritto. Riflessioni su certe deformazioni e sul livello dell'acqua nel fiume mostrano che certe conoscenze teoriche, fatte all'inizio del secolo, come la legge della proporzionalità delle deformazioni rispetto agli sforzi (Legge di Hooke) e il teorema di Bernoulli, erano ignorati nel cantiere.
Ma Robert Soyer prendeva appunti e illustrava l'idea che il progresso tecnico si basa su osservazioni, esperimenti e immaginazione. Ed è un'osservazione accuratamente registrata, unita alla volontà di maturare la conoscenza dell'ingegnere, che consentirà, alla fine del XVIII secolo, il passaggio dal mondo classico al mondo delle macchine e della precisione.
Avendo completato la sua missione al ponte Giorgio V di Orléans e ottenuto il collaudo dell'opera, Robert Soyer, che aveva apprezzato la vita di Orléans, ottenne il privilegio di rimanere in quella regione. Vi terminò la sua carriera come Inspector General di Turci and Leaves.